# Acampe
Acampe é um género botânico pertencente à família das orquídeas (Orchidaceae).
A autoridade científica do género é Lindl. tendo sido publicado em Folia Orchidacea. Acampe 1. 1853.
É um género com oito espécies de orquídeas monopodiais e epífitas da subtribo Sarcanthinae. Delas se extrai uma essência para perfumes.

## Etimologia
"Acampe" deriva da palavra grega "akampas" : "rígido" - referindo-se às suas pequenas e inflexíveis flores

## Habitat
Distribuem-se desde África até à Índia, por leste até à China e Sul até à Malásia, Indonésia, Filipinas e Nova Guiné.

## Descrição
Estas espécies têm um desenvolvimento lento formando massas de tamanho médio que na natureza assumem maiores proporções. Fazem-se notar pelas suas folhas grossas, coriáceas e dísticas.
As flores, pequenas a médias em tamanho, são muito odoríferas, de cor amarela com bandas castanhas. Produzem de poucas a numerosas flores numa inflorescência racimosa. As frágeis sépalas e pétalas são similares.
O lábio é branco e em forma de orelha, com marcas vermelhas na base. A coluna é curta e carnosa.
Devido ao grande tamanho da planta e das flores pequenas, estas orquídeas não são muito cultivadas.

## Espécies
O gênero Acampe possui 8 espécies reconhecidas atualmente.
- Acampe carinata (Griff.) Panigrahi
- Acampe cephalotes Lindl.
- Acampe hulae Telepova
- Acampe joiceyana (J.J.Sm.) Seidenf.
- Acampe ochracea (Lindl.) Hochr.
- Acampe pachyglossa Rchb.f.
- Acampe praemorsa (Roxb.) Blatt. & McCann
- Acampe rigida (Buch.-Ham. ex Sm.) P.F.Hunt